# Wahlkreis Kirn/Bad Sobernheim
Der Wahlkreis Kirn/Bad Sobernheim (Wahlkreis 18) ist ein Landtagswahlkreis in Rheinland-Pfalz. Er umfasst die Stadt Kirn und die Verbandsgemeinden Nahe-Glan, Kirn-Land und Rüdesheim, die alle dem Landkreis Bad Kreuznach angehören.

## Wahl 2021
Für die Landtagswahl 2021 traten folgende Kandidaten an:
| Direktkandidaten       | Partei           | Wahlkreisstimmen in % | Landesstimmen in % |
| ---------------------- | ---------------- | --------------------- | ------------------ |
| Denis Alt              | SPD              | 42,5                  | 41,4               |
| Sascha Wickert         | CDU              | 26,1                  | 26,3               |
| Lutz Haufe             | AfD              | 09,4                  | 09,0               |
| Torsten Staube         | FDP              | 04,9                  | 05,3               |
| Johannes Wild          | Grüne            | 07,3                  | 06,4               |
| Daniel Rebenich        | Die Linke        | 02,9                  | 02,3               |
| Petra Berger-Kauffmann | Freie Wähler     | 07,0                  | 04,8               |
| –                      | Piraten          | –                     | 00,4               |
| –                      | ÖDP              | –                     | 00,5               |
| –                      | Klimaliste       | –                     | 00,5               |
| –                      | Die PARTEI       | –                     | 00,8               |
| –                      | Tierschutzpartei | –                     | 01,7               |
| –                      | Volt             | –                     | 00,7               |

Alt legte sein Mandat nach seiner Ernennung zum Staatssekretär am 18. Mai 2021 nieder. Für ihn rückte Markus Stein nach.

## Wahl 2016
Die Ergebnisse der Wahl zum 17. Landtag Rheinland-Pfalz vom 13. März 2016:
| Direktkandidaten                  | Partei       | Wahlkreisstimmen | Landesstimmen |
| --------------------------------- | ------------ | ---------------- | ------------- |
| Denis Alt                         | SPD          | 41,6 %           | 41,4 %        |
| Bettina Dickes                    | CDU          | 32,2 %           | 32,1 %        |
| Volker Kohrs                      | GRÜNE        | 4,7 %            | 3,9 %         |
| Thomas Bursian                    | FDP          | 5,7 %            | 5,1 %         |
| Manfred Reichard                  | DIE LINKE    | 2,4 %            | 2,1 %         |
| Petra Berger-Kauffmann            | Freie Wähler | 3,2 %            | 2,0 %         |
| Jürgen Klein                      | AfD          | 10,2 %           | 11,5 %        |
| –                                 | Sonstige     | –                | 1,9 %         |
| Wahlberechtigte: 54.243 Einwohner |              |                  |               |
| Wahlbeteiligung: 74,8 %           |              |                  |               |

## 2011
Die Ergebnisse der Wahl zum 16. Landtag Rheinland-Pfalz vom 27. März 2011:
| Direktkandidaten                  | Partei    | Wahlkreisstimmen | Landesstimmen |
| --------------------------------- | --------- | ---------------- | ------------- |
| Peter Wilhelm Dröscher            | SPD       | 45,7 %           | 42,9 %        |
| Bettina Dickes                    | CDU       | 35,0 %           | 35,2 %        |
| Martin Mann                       | FDP       | 3,8 %            | 3,3 %         |
| Volker Kohrs                      | GRÜNE     | 11,9 %           | 11,9 %        |
| Manfred Reichard                  | DIE LINKE | 3,6 %            | 2,7 %         |
| –                                 | Sonstige  | –                | 4,0 %         |
| Wahlberechtigte: 55.386 Einwohner |           |                  |               |
| Wahlbeteiligung: 66,3 %           |           |                  |               |

- Direkt gewählt wurde Peter Wilhelm Dröscher (SPD).[5] Er schied mit Ablauf des 30. Juni 2014 aus dem Landtag aus, für ihn rückte Denis Alt nach.[7]
- Bettina Dickes (CDU) wurde über die Landesliste (Listenplatz 34) gewählt.[8]

## 2006
Die Ergebnisse der Wahl zum 15. Landtag Rheinland-Pfalz vom 26. März 2006:
| Direktkandidaten                  | Partei   | Wahlkreisstimmen | Landesstimmen |
| --------------------------------- | -------- | ---------------- | ------------- |
| Peter Wilhelm Dröscher            | SPD      | 48,4 %           | 52,2 %        |
| Bettina Dickes                    | CDU      | 31,2 %           | 37,1 %        |
| Elmar Schauß                      | FDP      | 7,9 %            | 7,8 %         |
| Elke Kiltz                        | GRÜNE    | 5,1 %            | 4,0 %         |
| Heinz Saueressig                  | FWG      | 5,6 %            | 3,1 %         |
| Rolf Lepnikow                     | WASG     | 1,8 %            | 2,0 %         |
| –                                 | Sonstige | –                | 3,8 %         |
| Wahlberechtigte: 56.024 Einwohner |          |                  |               |
| Wahlbeteiligung: 61,1 %           |          |                  |               |

- 2006 wurde Peter Wilhelm Dröscher (SPD) aus Kirn direkt gewählt.[9] Er ist seit 1996 Mitglied des Landtags.
- Bettina Dickes (CDU) aus Staudernheim wurde über die Landesliste (Listenplatz 22) in den Landtag gewählt.[11] Sie ist seit 2006 Mitglied des Landtags.

## Wahlkreissieger
| Wahl | Name                   | Partei | Stimmenanteil |
| ---- | ---------------------- | ------ | ------------- |
| 1991 | Udo Reichenbecher      | SPD    | 54,6 %        |
| 1996 | Peter Wilhelm Dröscher | SPD    | 47,1 %        |
| 2001 | Peter Wilhelm Dröscher | SPD    | 57,1 %        |
| 2006 | Peter Wilhelm Dröscher | SPD    | 48,4 %        |
| 2011 | Peter Wilhelm Dröscher | SPD    | 45,7 %        |
| 2016 | Denis Alt              | SPD    | 41,6 %        |
| 2021 | Denis Alt              | SPD    | 42,5 %        |